# Paul LePage
Pour les articles homonymes, voir LePage.
Paul LePage, né le 9 octobre 1948 à Lewiston (Maine), est un homme politique américain. Membre du Parti républicain, il est gouverneur du Maine de 2011 à 2019, premier francophone à occuper la fonction. En effet, d'origine canadienne-française, sa langue maternelle est le français.

## Biographie

### Jeunesse et éducation
D'origine modeste, il est issu d'une famille de 18 enfants dont les parents sont d'origine canadienne francophone. Il doit quitter la maison à l'âge de 11 ans en raison de la violence domestique qui y sévit. Il n'apprend l'anglais qu'à un âge tardif et conserve l'usage du français jusqu'à l'adolescence, ce qui est plutôt rare pour un homme politique aux États-Unis[source insuffisante]. 
Après avoir vécu deux ans en tant que sans-abri, il commence à travailler comme cireur de chaussures, plongeur dans un restaurant et manutentionnaire pour un camionneur. Il travaille ensuite dans une usine de caoutchouc, une entreprise de transformation de viande, et est aussi préposé aux petites commandes ainsi que barman.
Il dépose une demande d'admission au collège Husson de Bangor, rejetée en raison de sa mauvaise connaissance de l'anglais. Il est finalement admis lorsque la direction de l'établissement accepte de lui faire passer l'examen en français. À Husson, il acquiert la pratique de l'anglais et devient rédacteur du journal étudiant de l'école. Il obtient un diplôme en administration des affaires et enfin une maîtrise en administration des affaires (MBA) à l'université du Maine.

### Carrière professionnelle
En 1996, il est engagé en tant que directeur général de Marden's Surplus and Salvage, une chaîne de magasins à rabais située dans l'État du Maine.
En même temps, il dirige le cabinet LePage & Kasevich, une société de conseil, où il fournit des services de Chief executive officer, directeur d'exploitation et directeur financier ainsi que de conseil à des banques, des cabinets d'avocats, des compagnies d'assurances, des tribunaux de faillites et des fiduciaires,. 
En 2006, il est élu par la Chambre de commerce du Maine comme homme d'affaires de l'année. En 2007, il reçoit le titre de champion des affaires de l'année pour le Maine par la Fédération nationale des entreprises indépendantes.

### Carrière politique

#### Élu municipal
Membre du conseil de la ville de Waterville de 1995 à 2003, LePage est ensuite maire de 2003 à 2011. Durant son mandat à la mairie, son action politique voit la réalisation de plusieurs réformes, dont la réorganisation de l'administration municipale, la diminution des impôts et l'accroissement du solde positif du budget municipal d'un million à dix millions de dollars.

#### Candidat au poste de gouverneur
En septembre 2009, il annonce qu'il va participer à la course à la candidature du Parti républicain pour le poste de gouverneur du Maine. Il réussit à organiser sa base politique de telle sorte qu'il peut défaire les six autres candidats républicains avec une très large marge. Il aurait obtenu de nombreux appuis de la part de l'aile plus conservatrice du parti, qui est liée au mouvement Tea Party.
En juin 2010, des sondages lui donnent une légère avance sur la candidate démocrate Libby Mitchell. Le 2 novembre 2010, il est élu gouverneur avec 38,1 % des voix face au candidat indépendant Eliot Cutler, qui totalise 36,7 %, et à la démocrate Libby Mitchell, qui obtient 19 %.

#### Gouverneur
Le 5 janvier 2011, il est investi 74e gouverneur du Maine. Il est reconduit lors de l'élection du 4 novembre 2014.
Il ne peut se représenter lors de l'élection de 2018 et quitte ses fonctions en janvier 2019. En novembre 2022, il brigue un nouveau mandat de gouverneur mais est largement battue par la sortante Janet Mills.